# Соната для фортепіано № 23 (Бетховен)

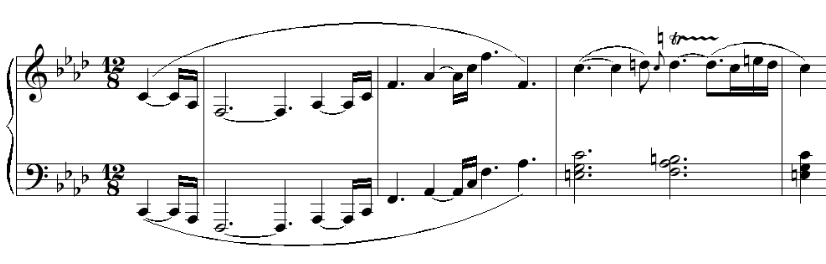
Початок першої частини

Соната для фортепіано № 23 Л. ван Бетховена фа мінор Бетховена, op. 57, відома під назвою «Апасіоната» (Appassionata) — одна з найвідоміших сонат Бетховена. Написана впродовж 1804–1806 років, опублікована 1807 року у Відні. Присвячена князю Францу фон Брунсвіку.
Складається з 3-х частин:
1. Allegro assai
2. Andante con moto
3. Allegro ma non troppo — Presto

Назву «Апасіоната» дав цій сонаті гамбурзький видавець Кранц у виданні її перекладення для 4-х рук 1838 р.